# Разрез (теория графов)
Разре́з гра́фа в задачах о потоке — такая пара множеств вершин (S,T), что
1. {\displaystyle S\cup T=V}, где {\displaystyle V} — множество вершин графа
2. {\displaystyle S\cap T=\emptyset }
3. {\displaystyle s\in S,t\in T}, где {\displaystyle s} — исток, {\displaystyle t} — сток.

Величиной разреза называется сумма пропускных способностей таких рёбер {\displaystyle (i,j)}, что {\displaystyle i\in S,j\in T}.

## Другие определения разреза (сечения) графа

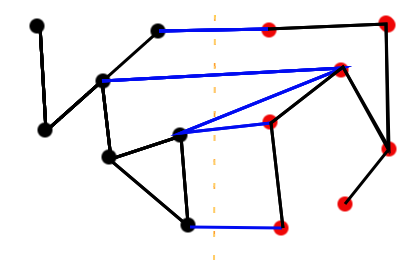
Разрез графа

- Разрез графа — множество рёбер, образующих двудольный подграф, удаление которых делит граф на две или более компоненты, которые, в частности, могут быть изолированными узлами. А также линия, проходящая через все рёбра разреза графа.

### Характеристики
- Линии сечения могут пересекать произвольное число рёбер и хорд.
- Для получения главного сечения графа нужно линию сечения графа провести таким образом, чтобы она пересекала только одну ветвь графа при произвольном пересечении хорд.